# خوليو حلاق
خوليو سيزار حلاق (أو :ألاك) (9 يناير 1958 - ) سياسي أرجنتيني. شغل منصب عمدة لابلاتا (عاصمة مقاطعة بوينس آيرس) من عام 1991 إلى عام 2007. كما شغل منصب وزير العدل وحقوق الإنسان في الأرجنتين من 2009 إلى 2015 خلال فترة رئاسة كريستينا فرنانديز دي كيرشنر ، بالإضافة إلى منصب وزير العدل وحقوق الإنسان في مقاطعة بوينس آيرس في عهد الحاكم اكسيل كيسيلوف منذ عام 2019. 

## حياته
ولد لعائلة من أصول إسبانية وإيطالية وأرمينية في بينيتو خواريز ، وهي بلدة في مقاطعة بوينس آيرس. عمل كصحفي أثناء دراسته للقانون في جامعة لابلاتا قام بتدريس القانون العام في الجامعة وأنشأ عيادة خاصة. تزوج من ماريتا سكاربينو وأنجب منها ثلاثة أطفال. انضم ألاك إلى حزب العدالة عام 1984.  أصبح رئيسًا لفرع لابلاتا للحزب في عام 1988 ، وترشح لمنصب رئيس البلدية في عام 1991 وفاز بالانتخابات وشغل هذا المنصب حتى انتخابات عام 2007.
عرف عنه انه مناضل في سبيل حقوق الإنسان في فترة الدكتاتورية العسكرية من خلال دفاعه عن الشاب المفقود عمر الذي كان طالبا ويسكن في غرفة واحدة مع الرئيس الأرجنتيني السابق نستور كشنير وأيضا كان من رفاق تشاشو البفريس نائب رئيس جمهورية الأرجنتين السابق في عهد الرئيس فرنادو دي لا روا واليوم يعمل كمدير إداري للتجمع الاقتصادي اللاتيني (الميركوسور) عرف عن خوليو حلاق نشاطه السياسي منذ ان كان طالبا في الجامعة ورشح لان يكون نائبا لمدينة لابلاتا مع لائحة ارمينيو غلبسيا ولكن القائمة لم تفوذ الا ان هذه التجربة سمحت له بالدخول إلى صفوف الحزب البيروني ومن بعدها ليتولى رئاسة الحزب في المدينة ثم رشح عام 1991لرئاسة البلدية وفاز بها ولقد شغل هذا المنصب ثلاث دورات متتالية 12 عاما حتى عام 2003ولقد تناقلت وسائل الاعلام اسمه كمرشح لنائب رئاسة الجمهورية مع حاكم ولاية قرطبة خوسيه مانويل دي لا سوتا عام 2003 الا ان الظروف الداخلية للحزب البيروني لم تسمح بذلك فرشح بدلا عنهما نستور كشنير دانييل سيولي ليفوزا برئاسة الجمهورية من عام 2003 وحتى عام2007 عرف خوليو حلاق، بعلاقاته الجيدة مع الرئيس الأرجنتيني السابق كارلوس منعم الا ان عرابه الأساسي على الصعيد السياسي داخل الحزب البيروني محافظ مدينة بيوس ابيرس السابق إدواردو ادوالدي تعرف على الرئيسة كرستينا كشنير من خلال كونها جارة له ورشحت نفسها لتكون نائبة في البرلمان عندما كان رئيسا لبلدية لابلاتا ويقطنون في حي واحد كجيران وقدم لها دعما انتخابيا، بعد أن تخلى عن رئاسة بلدية لابلاتا عين بمرسوم من الرئيسة كرستينا كشنير ممثلا عن الحكومة في شركة الطيران الأرجنتينية ايرونينيس التي تمت خصصتها لصالح شركة الطيران الإسبانية مارسان وكان الهدف من تعيينه هو عودة الشركة للسيادة الوطنية الأرجنتينية ولقد تم ذلك تحت اشرافه وبعد نجاحه في ذلك وفشل حكومة الرئيسة كرستينا كشنير في الانتخابات البرلمانية التي حدثت 28-6-2009 في الحصول على الاغلبية البرلمانية داخل البرلمان الأرجنتيني والكونغرس برزت الحاجة إلى ضرورة إجراء تعديل وزاري تكون الحكومة فيه بوضع يؤهلها لاجراء حوار مع قوى المعارضة، قررت الرئيسة كرستينا إجراء تعديل وزاري على حكومتها لاعطاء دفع ودم جديد وروح جديدة لحكومة فتية قادرة على الحوار وتلبية حاجة الناس في ظروف الازمة الاقتصادية فقد صدر مرسوم جمهوري بتسمية انبيل فرناديذ رئيسا للحكومة خوان بودو وزيرا للاقتصاد خوليو حلاق وزيرا للعدل- والامن- وحقوق الإنسان- خوان منصور وزيرا للصحة وتعكس تشكيلة الحكومة الحالية رغبة الرئيسة كرستينا في تحسين علاقاتها مع الدول العربية من خلال وجود وزيرين متحدرين من اصل عربي حلاق ومنصور وبشكل خاص بعد حضورها اجتماع قمة الأمريكية العربية اللاتينية في الدوحة نهاية شباط الماضي ورغبتها في تحسين علاقات الأرجنتين التجارية والاقتصادية مع الدول العربية حيث يميل الميزان التجاري مع هذه الناحية لصالح الأرجنتين لجهة معدلات التصديرالبالغة حوالي 5مليار للسوق العربية